# Richard Haughton
Pour les articles homonymes, voir Haughton.

a Compétitions nationales et continentales officielles uniquement.

b Matchs officiels uniquement.
Dernière mise à jour le 27 février 2025.
Richard Haughton, né le 8 novembre 1980, à Luton (Angleterre), est un joueur anglais de rugby à XV et rugby à sept. Il joue aux postes d'ailier ou d'arrière. 

## Biographie
Richard Haughton connaît des sélections avec l'équipe d'Angleterre de rugby à sept, et avec l'Angleterre A.
Il rejoint le club de l'USA Perpignan en août 2012, en tant que joker médical de Sofiane Guitoune.